# Бабино (Пошехонский район)
Ба́бино — деревня в Ермаковском сельском поселении Пошехонского района Ярославской области.

## География
Деревня расположена в северо-западной части Пошехонского района в 1,5 км от устья реки Конгоры, впадающей в Рыбинское водохранилище. Она непосредственно примыкает к автомобильной дороге регионального (межмуниципального) значения Р-104 (Сергиев Посад — Рыбинск — Череповец). Расстояние от Бабино до административного центра поселения (с. Ермаково) 5 км, до центра муниципального района (г. Пошехонье) — 35 км.

## История
Деревня упоминается в исповедных росписях Ростовской епархии Пошехонского уезда дворцовой Столыпинской волости села Ермакова церкви Рождества Христова за 1738 год с названием Бабино, а за 1740 год — Бабинское. В исповедной росписи за 1738 год в деревне Бабино записано 13 дворов, прихожан — 93 человека (крестьяне капитана Григория Никифорова сына Мауринова — 48, крестьяне штурмана Ивана Васильева сына Мауринова — 45).
На карте Ярославского наместничества (соч. А. Вильбрехт) 1792 года деревня обозначена — Бабинская .
На военно-дорожной карте части России и пограничных земель 1829 года деревня указана с названием Бабинское. Проходившая через нее дорога в сторону г. Мологи являлась ответвлением большака, который вел из Пошехонья в Череповец.
По сведениям 1859 года Бабинское — деревня владельческая (д. вл.), находящаяся в Пошехонском уезде (стан 1) в 35 верстах от уездного города по левую сторону торгового тракта из г. Пошехонья в г. Череповец на сплавной реке Конгоре. В ней 49 дворов (число жителей: м. п. — 196; ж. п. — 192)..
Из записей в обложке и переписных листах Первой Всеобщей переписи населения Российской империи 1897 года по Ермаковской волости Пошехонского уезда Ярославской губернии следует, что в деревне Бабинское по состоянию на январь 1897 года был 81 двор, а приписанного крестьянского населения — 390 человек (м. п. — 199, ж. п. — 191), в черте селения функционировали школа и два маслодельных завода.
Согласно списку населенных мест Ярославской губернии 1901 года деревня Бабинское находилась на землях Бабинского сельского общества и административно относилась к Ермаковской волости Пошехонского уезда Ярославской губернии. По сведениям страхового отдела губернской управы за 1901 год в деревне числилось 80 домохозяев, у которых было 69 жилых и 200 холостых построек.
В 1908 году деревня Бабинское — в приходе Христорождественской церкви, расположенной в селе Ермаково Пошехонского уезда Ярославской губернии. В деревне была деревянная часовня, число прихожан — 427 человек (208 мужчин и 219 женщин).
После Октябрьской революции по мере изменения административно-территориального деления Ярославского края в период 1919—1957 гг. деревня входила в состав:
- Ермаковской волости Пошехоно-Володарского уезда Ярославской губернии (с марта 1919 года);
- Ермаковской волости Пошехоно-Володарского уезда Рыбинской губернии (с 3 февраля 1921 года);
- Ермаковской волости Пошехоно-Володарского уезда Ярославской губернии (с 15 февраля 1923 года);
- Ермаковского сельсовета Ермаковского района Рыбинского округа Ивановской промышленной области (с 10 июня 1929 года);
- Ермаковского сельсовета Ермаковского района Ивановской промышленной области (с 23 июля 1930 года);
- Ермаковского сельсовета Ермаковского района Ярославской области (с 11 марта 1936 года);
- Ермаковского сельсовета Пошехоно-Володарского района Ярославской области (с 8 марта 1941 года);
- Ермаковского сельсовета Пошехонского района Ярославской области (с 22 ноября 1957 года)[10].

В поселенном списке домохозяев деревни, составленном в 1926 году при проведении всесоюзной переписи населения в Ермаковской волости Пошехоно-Володарского уезда Ярославской губернии, она указана с названием Бабино.
Согласно данным об административно-территориальном составе Ярославской области в 1975 году деревня Бабино относилась к Ермаковскому сельсовету (центр — с. Ермаково) Пошехонского района.
С 1 января 2005 года деревня включена в состав Ермаковского сельского поселения Пошехонского муниципального района Ярославской области.

## Этимология
Название Бабино — от мужского личного про́звищного имени Баба.

## Демография
| 1738 | 1859 | 1897 | 1908 | 2002 |
| ---- | ---- | ---- | ---- | ---- |
| 93   | ▲388 | ▲390 | ▲427 | ▼40  |

| 2007 | 2010 |
| ---- | ---- |
| 28   | ↘21  |

## Инфраструктура
Кафе. 

## Общественный транспорт
Бабино обслуживается пригородным автобусным маршрутом № 119 Пошехонье — Зинкино, междугородними маршрутами №№ 5930 Череповец — Рыбинск, 6794 Череповец — Иваново. Остановка общественного транспорта находится в 1,6 км от деревни.